# 会長はメイド様!
『会長はメイド様!』（かいちょうはメイドさま!）は、藤原ヒロによる日本の漫画作品。『LaLa』（白泉社）にて、2006年2月号に第1話が読み切りとして掲載され、同年6月号から2013年11月号まで連載された。『LaLaDX』（同社）2025年3月号に特別編が掲載された。ドラマCD化もされている。テレビアニメ作品がTBSにて2010年4月1日から9月23日まで放送された。

## あらすじ
かつては男子校で、現在は共学校の星華高校は未だに男子の数が多く、女子は肩身の狭い思いをしていた。そんな中、初の女生徒会長になった男勝りな女子高生鮎沢美咲は男子の横暴から女子を守るため日夜戦っていた。屈強かつ強い美咲は男子を圧倒するが、彼女には学校では決して見せない一面があった。それは、苦しい家計を助けるため「メイド喫茶」でアルバイトをしていること。ある日、その秘密を学校一のモテ男にして変人・碓氷拓海に知られてしまう。

## 登場人物
担当声優はドラマCD版 / テレビアニメ版のもの。1人しか記載がない場合はテレビアニメ版のキャストとする。年齢は初登場時によるもの。誕生日およびメイド・ラテ関係者の本名の出典は「会長はメイド様! 公式ファンブック」より。

### 主要人物
鮎沢 美咲（）
声 - 小林沙苗 / 藤村歩（幼少時代 - 諸星すみれ）
年齢：16歳。クラス：2-1（13巻まで）3-1（14巻から）誕生日：9月29日。血液型：B型。身長：165cm。体重：49kg。特技：合気道。好きなこと・もの：努力。
好きな食べ物：ハヤシライス。嫌いな食べ物：なし（建前であり実は少しだけ人参のグラッセが苦手。）
本作の主人公。黒髪のセミロングに痩身。星華高校初の女生徒会長。数年前父親が借金を残して蒸発した経緯から、心に深い傷を負い、男嫌いになってしまった。「一番信頼出来るはずの男に裏切られた」ため、男に負けないよう努力を重ね文武両道の猛者になった。家計を助けるため、シフトの都合などから隣町にあるメイド喫茶「メイド・ラテ」で「美咲（ミサ）」としてアルバイトをしている。
性格はとても真面目で責任感も強く、非常に努力家。美人でスタイルも良いが本人に全く自覚はなく、お洒落等に関しても興味がないらしい（経済的な面も関係している模様）。文武両道だが、料理は苦手である。
一人称は「私」、学校での主な男子からの主な呼び方は「会長」（ほぼこの通称で呼ばれ、拓海や陽向を除き名前で呼ばれることはまずない）。女子からの呼び名は「鮎沢さん」「美咲ちゃん」等。さくらからは「美咲」、しず子からは「美咲さん」と呼ばれている。
会長としての威厳が失われることを恐れ、学校関係者にはアルバイトのことを秘密にしていたが、拓海と3バカには2年春ごろにバレてしまう。だが4人とも周囲にはばらさず、メイド・ラテの常連客となる。
幼少期の頃から真面目で厳しいが人の面倒見が良く、幼馴染の陽向によると小学生の時は男子からの人気が高かった模様（ただし本人に自覚はなく、嫌われていたと思っていた）。
恋愛方面に関しては鈍感かつ苦手としており、女友達に対しても恋話の聞き役に回ることはあっても自分から話すことはないと葵に漏らしている。拓海との関係についても、冷静でありたいのに心を乱され続ける自分との向き合い方に悩む。
難関大学への進学を経て外交官になり、高校卒業の10年後に拓海と結婚した。2人の子供がいる。
キャラクターコンテスト（人気投票）では第2位。
碓氷 拓海（）
声 - 杉田智和 / 岡本信彦
年齢：17歳。クラス：2-2（13巻まで）3－A（雅ケ丘転入。14巻）後に星華に戻り、3-1（18巻）。誕生日：4月27日。血液型：O型。身長：186cm（多分）体重：忘れた。特技：特になし。好きなこと・もの：観察。
好きな食べ物：飴玉。嫌いな食べ物：卵の黄身。
美咲の隣のクラスに在籍する男子生徒。容姿端麗、文武両道。また、勘も驚くほど鋭い。女子の間で非常に人気が高いモテ男。告白率も高いが、（美咲以外）全て断っている。視力は悪く、外ではコンタクトレンズを使用、家では眼鏡をかけている。
英語に堪能でチェスは凄腕、料理の腕も鉄人級。要領が良く、試験前に勉強をやらなくても学年で1、2位の成績になってしまうなど、一見すると欠点が見当たらない驚異の完璧男（美咲には自身に対するセクハラ行為やその人間業とは思えないほどの能力の高さから、変態宇宙人との呼称をつけられている）。
性格は飄々としており、あまり感情に左右されることはないのか（美咲に関する事柄以外は）常に冷静。動揺や辟易、取り乱すような態度は初期の頃は全く見られなかったが、物語が進み美咲との距離が近づくにつれ、様々な表情を見せるようになる。あまり他人に心を開かず、美咲に対してもどこまでが冗談で何が本気なのかさえも不明。また、何に対しても（人やモノもすべて含め）全くといっていいほど関心がない。だが唯一例外である美咲に対しては強い独占欲や執着心、些細な事への嫉妬心や、我が身を省みない咄嗟で危険な行動を起こす事もある。また、教えてもいないのに何故か美咲の携帯電話の番号を知っていたり、訳あって24時間起きていなければならない美咲が眠らないように一晩中電話を掛け続けたり、美咲の自宅前で一晩過ごすなど、美咲に「ストーカー」呼ばわりされるほど特異で風変りな行動を繰り返す。
美咲に対しての呼び方は、「美咲（ミサ）ちゃん」（主にふざけたりからかったりする時）、「会長」（学校関係者の前）、「鮎沢」（真面目な場面）と3通り。物語終盤では「美咲（みさき）」（甘い場面）と呼ぶこともある。
複雑な出生の事情により、高校に入学するまで学校に通ったことがなく家庭教師に勉強を教わっていた。高校入学と同時に高層マンションで一人暮らしをしている。
生みの母親はイギリスの公爵家であるウォーカー家の一人娘で、既婚者の身でありながら夫以外の男性と不義の関係を持ち、拓海を出産後まもなく死亡する。父親とは母親の実家により別れさせられ、拓海は赤ん坊の頃に母親の従兄の家に養子に出される。そのため、拓海は実の親の顔を見たことがない。
生みの母親はイギリス人と日本人のハーフで、父親は日本人なので、拓海はクォーターという事になる。
高校卒業後はイギリスに渡り医師となる。ウォーカー家のお抱え医師として周囲の厚い信頼を得て、高校卒業の10年後に美咲と結婚した。
キャラクターコンテスト（人気投票）では第1位。

### 星華高校の生徒
幸村 祥一郎（）
声 - 下野紘 / 椎橋和義
年齢：16歳。クラス：2-3。3-2（14巻にて）誕生日：2月1日。血液型：A型。身長：164cm。体重：48kg。特技：暗算。好きなこと・もの：事務職。
るりの兄。星華高校生徒会副会長。事務能力に優れるが運動神経は鈍い。性格は真面目で真っ直ぐかつ純情。気が弱く、性別問わず漢（おとこ）らしい人に憧れている。童顔の美少年で、体育祭で手違いでメイド服を着させられてしまって以降、本人は嫌がっているが周囲から何度も女装させられている。女装している時はかなり似合っているせいか、男であるとは誰も気づかない。
叶と仲が良いらしく、休日も共に遊ぶことがある模様。
現在、叶と同居中。
読み切り時から登場し、かつ名前もその時点で存在していた数少ない貴重な人物。
キャラクターコンテスト（人気投票）では5位。
花園 さくら（）
声 - 花澤香菜
年齢：16歳。クラス：2-3。3-3（14巻にて）誕生日：3月3日。血液型：O型。身長：156cm。体重：ないしょー。特技：カラオケ。好きなこと・もの：美咲！！
華道部員。星華では数少ない女子生徒の中で、美咲やしず子と仲が良い。可愛らしい外見と人懐こい性格のせいか男子からの人気は高くアンケートでは「キスされたい女子1位」に選ばれたこともある。正義感が強く男らしい美咲のことがとても好き。姉が一人いる。性格は少々思慮の浅い所があり、周りの迷惑も考えず人を振り回すくせがある。理知的なほうではなく感情型、どこか思い込んだら盲目的にそれしか見えなくなり周りの話や意見にもに耳を傾けなくなるのでしず子からは呆れられている。男の趣味が悪く見る目がない。アマチュアバンド後にプロ「白薔薇音奏委員会 U×ミシ（ユメミシ）」のファンで、特にヴォーカルの空我の大ファンだったが後に彼の彼女、妻になる。卒業してから10年後妊娠した状態で美咲の結婚式参加。
加賀 しず子（）
声 - 小林ゆう
年齢：16歳。クラス：2-3。3-3（14巻にて）誕生日：1月7日。血液型：A型。身長：158cm。体重：47kg。特技：華道。好きなこと・もの：座禅。
ショートカットの黒髪に眼鏡の少女。華道部員。好きな教科は数学、苦手なものは運動、好きな言葉は義理人情。美咲やさくらと仲が良く、お昼を共にすることが多い。大学1年生の兄と中学3年生の妹がいる。因みに眼鏡以外は同じ顔をしている。眼鏡には並々ならぬこだわりがある。そのため、他の男子生徒に眼鏡を馬鹿にされた時はキレていた。また、修学旅行中に出会った鈴木くんのメガネが8割だ。と語っており、メガネがないと誰だかわからなかった。常に冷静で落ち着いており、さくらとは正反対とも言える非常に理性的な性格の持ち主だが、さくらの男関係に対する軽薄かつ危うい身勝手な行動に対してはぶちギレ、説教を始めることがある。
白川 直也（）
声 - 吉野裕行 / 市来光弘
年齢：17歳。クラス：2-5。3-6（14巻にて）血液型：B型。身長：180cm。体重：73kg。特技：体力勝負!!。好きなこと・もの：戦隊ものとかヒーローとか熱いやつ。
3バカその1。通称は「白やん」。郁斗、龍之介と仲が良く、いつも3人一緒にいる。元ヤンキーで素行が悪く風紀に厳しい美咲に反感を持っていたが、彼女の秘密を知ってからは普段とのギャップにはまり「メイド・ラテ」に通いつめる日々を送るようになる。
メイド様！番外編「バカと不良とヒーローと」では、中学時代の後輩との因縁が描かれたことがある。今でこそ馬鹿の称号を得た白川だが、かつては「竜巻の白鬼」と呼ばれた青泉中伝説の不良であったらしく、カリスマ性と腕っ節で多数の不良を纏め上げていたらしい（彼の卒業と同時に支えを失ったことで不良が激減したほど）。後輩曰く、「バカみたいに強い」「一度キレたら自分たちではとても抑えられない」という大物だったらしく後輩達からの信頼も厚かった模様。中学卒業後は母親の事も考え、喧嘩の現役を卒業したようである。
当初は名前が決まっておらず単に「A」と呼ばれていた。読者企画で3バカの名前を募集し、外見のイメージから名前がつけられた。白川という名前に決まった理由は「髪が白いから」。キャラクターデザインは当初は普通だったが連載が進むにつれてデフォルメが進んでいき、お笑いキャラになってしまった。読者から「3バカのプロフィールを書き直してほしい」という便りがあったということで、第6巻で改めてプロフィールが書き直された。以下は当初のプロフィールである（この時点では名前は「A」だった）。
キャラクターコンテスト（人気投票）では11位。
更科 郁斗（）
声 - 柿原徹也 / 寺島拓篤
年齢：16歳。クラス：2-5。3-6（14巻にて）血液型：A型。身長：178cm。体重：58kg。特技：絵とか描くこと…。好きなこと・もの：ゲームは純愛系がいちばん好きかも。
3バカその2。通称は「イッくん」。直也と同じ経緯で美咲に惚れ込み、「メイド・ラテ」の常連になる。直也と同じく当初は名前が決まっておらず単に「B」と呼ばれていたが読者企画で名前が募集され、第8話で名前がつけられた。更科という名前に決まった理由は「髪がサラサラしているので」。実は隠れオタクで、ネットアイドルとしての葵のファンでもある。将来の夢は漫画家になること。イラストが得意なため、メイド・ラテのグッズ製作に協力している。不良に憧れを抱いていたというおかしな時期も存在したらしい。 読者から「3バカのプロフィールを書き直してほしい」という便りがあったということで、第6巻で改めてプロフィールが書き直された。以下は当初のプロフィールである（この時点では名前は「B」だった）。
更科だけは青泉中出身では無いため、白川が伝説の不良だったと知った時はかなり半信半疑であった。
年齢：16歳。クラス：2-5。血液型：A型。身長：178cm。体重：57kg。特技：ゲーセンのクレーンゲーム。好きなこと・もの：美咲ちゃん!!。
キャラクターコンテスト（人気投票）では10位。
黒崎 龍之介（）
声 - 中村悠一 / 細谷佳正
年齢：17歳。クラス：2-5。3-6（14巻にて）血液型：O型。身長：183cm。体重：60kg。特技：さいほう（裁縫）。好きなこと・もの：とりあえずエロいの。
3バカその3。通称は「クロタツ」。直也、郁斗と同じ経緯で美咲に惚れ込み「メイド・ラテ」の常連になる。名前が決まっていない時期は「C」と呼ばれていた。読者企画で名前が募集され、「髪が黒いから」黒崎という名前が選ばれた。他の2人と同様、連載が進むにつれてお笑いキャラになってしまった。しかしまともに描かれるという事も少なくはない。また読み切り、アニメ一話の時点では、この作品において三人とも相当の悪役人物であり、引くほど最低最悪な勝手な人間として描かれていたが、今は美咲にどっぷり心酔しており、当時のその面影も全くない。
なお読者から「3バカのプロフィールを書き直してほしい」という便りがあったということで、第6巻で改めてプロフィールが書き直された。以下は当初のプロフィールである（この時点では名前は「C」だった）。
青泉中出身であり、白川とはその頃からの付き合いである。
年齢：16歳。クラス：2-5。血液型：O型。身長：182cm。体重：62kg。特技：ゲーセンのクレーンゲーム。好きなこと・もの：美咲ちゃん!!。
キャラクターコンテスト（人気投票）では12位。
叶 爽太郎（）
声 - 鳥海浩輔（幼少時代 - 小林ゆう）
年齢：15歳。クラス：1-7。学年が上がってからは不明。誕生日：12月29日。血液型：A型。身長：182cm。体重：65kg。特技：催眠誘導。人間観察。好きなこと・もの：読書。
外見はグレー系の黒髪に眼鏡。常に目深にフードを被っており、（登場した当初は）マスクもしていたため顔がよく見えなかった。
女嫌いであるため、美咲が会長になった事で星華の評判が上がり学校にこれ以上女子が増えるのを防ごうと、美咲を始め生徒会の面々や拓海に催眠術を用いて美咲を失脚させようとした。しかし拓海に催眠術は効かず、別の方法も失敗し罰として学校見学会を女子と一緒に手伝わされるハメになった。
幼少期、母親が父親に愛想を尽かして出ていった事が心的外傷ストレスとなり、女が苦手になってしまった。父親からは「母ちゃんは壊れてしまった」と聞かされていた。女は脆い、少し触れただけで壊れてしまうと言われていたため、女は怖い、もう近づきたくないとの意識が植えつけられており、美咲と知り合った今でも女への「壊してしまうかも」という恐怖心は完全には拭い去れていない。しかし女性的な幸村と行動を共にするようになったのは女にすこしでも慣れるためらしい事から、過去に植えつけられた理不尽な苦手意識からの解放も望んではいるらしい。
前述の理由により、元男子校で女子の比較的少ない星華高校に入学した模様。何故男子校に入学しなかったのか理由は不明。
生徒会選挙による美咲への対抗馬として男子の注目を集めている。要因は、副会長である幸村を“手なずけている”事、父が元プロレスラーである事、叶自身体格も良く迫力のある雰囲気等から、あらぬ誤解の上に成り立った期待をかけられている。
美咲のことも拓海ことも、本人曰く「どちらかと言えば苦手。」
キャラクターコンテスト（人気投票）では4位。
深谷 陽向（）
声 - 阿部敦（幼少時代 - 小林ゆう）
年齢：17歳。クラス：2-1。（13巻まで。）3-5（14巻にて）誕生日：7月23日。血液型：AB型。身長：177cm。体重：58kg。特技：何でも食う!　好きなこと・もの：食うこととみさきちゃん。
転校生。6巻初登場。美咲の小学校時代の幼馴染。両親を亡くし、田舎の祖父母の元で暮らしていたが、初恋の人である美咲に会うために転校して来た。
田舎で育ったせいか、現在は言葉遣いに訛りがある。ひたすら食い意地が張っており、そのせいで昔は太っていたが、田舎での食生活により今は痩せている。食べ物の匂いに敏感で、袋に入っていても匂いがわかる。
名前が陽向で「ヨウコウ」とも呼べるため、小学生時代美咲は「ヨウ君」と呼んでいた。しかしその事を美咲はすっかり忘れていたのと、外見がまるで別人になっていたため、転校してきた時は陽向だと全く気付いていなかった。
運動能力は高いが、勉強は苦手で成績はあまり良くないらしい。生活のためにガソリンスタンドでアルバイトをしている。性格は純情で天真爛漫、かつ純朴で至って素直。また見た目、口調の幼さに反して怜悧な一面もある。
美咲にもらった飴の包み紙をずっととっておくなど、一途に美咲に恋をしていた。美咲への想いは拓海の事を知っても心変わりすることはなく、美咲のことを苦手とし敬遠している他の男子生徒からも応援されるほどのものだった。
コミックでは美咲の妹の紗奈と交際を始め美咲の結婚の前にはもう結婚していた。
キャラクターコンテスト（人気投票）では第6位。
犬山家五兄弟（）
声 - 鈴村健一
テレビアニメ版のみの登場人物。星華高校に入学した1年生達で全員同じ容姿で同じ声で同じ性格をしている。生徒会長を務める美咲に憧れて彼女に弟子入りを志願した。美咲を師匠と呼び慕い、勝手に『鮎沢塾』なるものを結成する（あくまでテレビアニメ版の設定）。
原作は、兄弟ではない5人の男子生徒たちが「弟子にしてくれ」との事で登場している。しかし、美咲の生き方や理念、立派で努力を怠らない姿勢などを尊敬している面においては共通している。
剛田 将（）
声 - 坂巻学
年齢：18歳。クラス：3-2。血液型：O型。身長：181cm。体重：79kg。特技：ラグビーをはじめとするスポーツ全般。好きなこと・もの：ツインテール。
元ラグビー部主将であり学級委員長、および「花園さくらを愛でる会」会長。第38期生徒会役員選挙では選挙管理委員長。さくらに惚れているが全く相手にされていない。体育祭の障害物競走では、さくらとキスできる権利をめぐって美咲と凄まじい競争を繰り広げた。美咲をレースの途中でプールに落とそうとしたり自分に追いついてきた拓海を転倒させようとするなど、目的のためならば手段は選ばない汚い性格。また生徒会選挙では、本来生徒会長に立候補できないはずの1年生をいい加減な権限を使い立候補できるようにした。最後の卒業式の日にもさくらに交際を申し込むが当然フラれ、玉砕に終わる。
鈴木 秀樹（）
年齢：17歳。クラス：2-7。学年が上がってからは不明。血液型：Ａ型。身長：163cm。体重：52kg。特技将棋好きなこと・もの：神社仏閣めぐり。
修学旅行でしず子と仲良くなる。メガネをかけている。祥一郎と仲がいい。

#### 生徒会関係者
沢 賢二（）
声 - 中西英樹
クラス：2-2。生徒会の会計。拓海の友人。明るくて真面目だが、会計ノートを紛失した時は涙目になった。
小杉 文太（）
声 - 岡林史泰
生徒会の書記。眼鏡をかけている。冷静沈着な性格だが、会議中に居眠りをしてしまうため美咲に怒られている。
萩本 崇（）
声 - 大原崇
生徒会の放送委員長。体育祭では実況を担当。サングラス風の眼鏡をかけている。赤髪。遊大の親友。
宇津見 遊大（）
声 - 興津和幸
生徒会の美化委員長。崇の親友。茶髪。崇とペアで登場する事が多い。花の世話をしている。
堅田 清正（）
声 - 坂東孝一
生徒会の風紀委員長。眼鏡をかけている。七三分けの髪型をしている。真面目な性格だが、叶による催眠により暴走族姿で登校し美咲を驚かせた。
早瀬 虹太（）
声 - 坂巻学
生徒会の保健委員長。几帳面な性格。
荒牧 千夏（）
声 - 栗山拓也
生徒会の体育委員長。灰色の短髪。他の生徒会メンバーに比べてアニメ版は肌も浅黒い。
芳野 詠太（）
声 - 小野友樹
生徒会の文化委員長。アニメ版では、メイド様！番外編「桃太郎までもメイド様」以外は、映像のみ登場となる。

#### その他の生徒
武沢（）
声 - 大原崇
クラス：2-1。美咲の中学校時代の友人。仲間とグラビア雑誌を読んでいる時に美咲に見つかり雑誌を没収される。
岩倉（）
声 - 相馬幸人
クラス：2-2。須藤と権田の親友。甲高い声で、ブルー色の髪。学園祭の出し物で、尽く美咲に却下された事に腹を立て、美咲を困らせようと企てた。
権田（）
声 - 興津和幸
クラス：2-2。須藤と岩倉の親友。さくらが好きだが、100回振られている。学園祭の出し物で、女子が脅えるヘソダンスを提案した事で、美咲の怒りをかい体育倉庫に閉じ込められる。その後、拓海に救出される。その後、岩倉達と共に美咲を困らせようと企てた。
須藤（）
声 - 高橋研二
クラス：2-2。岩倉と権田の親友。岩倉達と共に美咲を困らせようと企てる。
鎌刈（）
声 - 岡林史泰
クラス：2-2。岩倉と須藤の親友。
石田（） / 高見沢（）
声 - 中西英樹（石田）、下和田ヒロキ（高見沢）
クラス：2-2。チェスに興味があるが、やり方は知らない。チェスの店の前で、雅ヶ丘学園の小金井に「ハエ」呼ばわりされた事で、相手を殴ってしまい大事になってしまうが美咲が彼らを信じ庇った事で、美咲を信頼するようになる。
寒川 清十郎（さむかわ せいじゅうろう）
声 - 坂巻学

### メイド・ラテ関係者
さつき
声 - 田中理恵 / 豊崎愛生
本名：兵藤 皐生（）。年齢：30歳（本人は「永遠の18歳」といっている）。誕生日：5月15日。血液型：AB型。身長：158cm。体重：ヒ・ミ・ツ。特技：衣装作り♪。好きなこと・もの：妄想♡。
おかっぱ風の髪型に若々しい外見の女性。 美咲が働いているメイド喫茶「メイド・ラテ」の女店長（彼女のメイド服は他の店員たちとは異なり、ネクタイを着用している）。補欠文化（サブカルチャー）好き。今の仕事を始めたきっかけもその「趣味」が高じてだが、仕事に対する熱意は本物。店員たちを心から信頼している。ちなみに美咲を採用した理由は、当時はまっていたゲーム（美少女メイド18禁ゲーム）の大好きな登場人物、「メイヤちゃん」に美咲が似ていたから。さつきに対し、美咲は「店長は自分を信頼してくれているから、期待を裏切りたくない」と語った事もあり、彼女のバイト先においての精神的支柱となっている。美咲は当初この「メイド」風の制服を着、独特の言葉や単語で接客をするという特殊な仕事内容に抵抗を覚え、次のバイトを見つけたらやめようと考えていた（精神的なストレスや重荷も関係して）。だが、さつきの仕事に対する真摯な想いや姿勢、店員たちに対する気遣い、自分の家庭の事情も知り何かと良くしてくれるさつきに恩を感じ、考えが変わっていった。また「楽しい空間を提供し、他では味わえない空気を作る」とさつきのいう仕事に対する言葉の意味を徐々に理解するようになった。
度々垣間見える、拓海に翻弄され振り回される美咲の赤面し動揺する姿に「萌え」の花なるものを咲かせている。
キャラクターコンテスト（人気投票）では8位。
ほのか
声 - 阿澄佳奈
本名：木下 苑子（）。年齢：20歳。誕生日：6月1日。血液型：B型。身長：157cm。体重：46kg。特技：キャラ作り。好きなこと・もの：作り事、虚構の世界。
美咲の同僚でフリーター。客には癒し系で売っているが、実はかなりの腹黒。補欠文化の「妹」等の得意分野には異常なまでのこだわりがある。今の仕事（アルバイト？）には並々ならぬ感情があるらしく本人いわく「メイドとしてこの喫茶店で働くことを生きがいとさえ思っている」らしい。本当の性格はかなりきつめであり、気に入らない事があると口がかなり悪くなる（さつき曰く「ブラックほのか」）。美咲にメイドとしてのこの仕事に関して当たる事もあるなど、性格はかなり悪い。怪談話で、人を怖がらせるのが好き。葵にはなにかとやっかみ、からかう。また好意を寄せていると思われるような描写も存在する。
すばる
声 - 植田佳奈
本名：五月女 珠昴（）。年齢：22歳。誕生日：11月1日。血液型：A型。身長：164cm。体重：52kg。特技：英語。好きなこと・もの：貯金。
ロングヘアーをいつも後ろで束ねた髪型をしており、眼鏡をかけている。美咲の同僚でフリーター。
さつきによると、正統派メイドとして根強い人気がある。しっかり者で、落ち着いた雰囲気の女性だが、エリカらの即興の美咲と拓海のイメージ妄想コントに対応する等、案外ノリが良い一面もある。後述の真木のメイド・ラテ買収の事件では美咲と共にフットマンオーディションに出場したが着替えの遅さが災いして女であることがばれ、失格になってしまった。
エリカ
声 - 伊瀬茉莉也
本名：小野 江梨花（）。年齢：19歳。誕生日：8月22日。血液型：O型。身長：162cm。体重：50kg。特技：色じかけ♡。好きなこと・もの：楽しけりゃなんでも好き!。
美咲の同僚で専門学校生。ウェーブのかかったゆるい髪が特徴。スタイルが良く、胸もかなり大きいというセクシー系のメイド。客からのしつこいデートの誘いを手違いで受けてしまったことがあり、美咲に助けられたこともある。
ゴン
声 - 儀武ゆう子
年齢：20歳。美咲の同僚。おかっぱ風の髪型に前髪を中央に分けているのが特徴。ブルー色の髪。さゆと仲がよく2人ペアで登場する事が多い。性格は2人揃ってミーハーで、少し野次馬。アニメ版では「ゴンちゃん」で記されている。
さゆ
声 - 櫻井浩美
年齢：18歳。美咲の同僚。茶髪のショートヘアが特徴。ゴンと仲がいい。
せん / もっち
美咲の同僚で、メイド・ラテの厨房スタッフ。通称「厨房シスターズ」。せんは舌足らずな声で、頭に赤い布巾を被っている。もっちは三つ編みのおさげ髪をしている。性格は2人とも大人しい。彼女達が急に来れなくなった時は急遽、拓海が代理として厨房に入った。さつき達の慰安旅行には参加はしていない。
兵藤 葵（）
声 - 甲斐田ゆき / 五十嵐裕美
年齢：14歳。誕生日：7月16日。血液型：B型。身長：153cm。体重：45kg。特技：女装。好きなこと・もの：かわいいもの。
さつきの甥（兄の子供）。巷で人気の美少女ネットアイドル「AOI」として活動しているが、その実態は「男」である。白川・黒崎の母校である青泉中学の2年生。地毛は青みがかったショートヘアだが、ネットアイドルとして活動するときは金髪のウィッグと子供風のメルヘンなフリフリ衣装で活動する清純派を装う。周りの人に素性がばれないように偽名の『葵 赤之介（あおい あかのすけ）』を使用し美咲の幼馴染である事にしている。
「かわいいもの」に興味を持ったことで周囲に馬鹿にされ傷ついた過去があり、復讐心から「自分のかわいさを、昔馬鹿にした奴らに思い知らしめたい」と思っており、拓海を誘惑するが美咲には男だとばれ、失敗に終わる。
自分の存在や価値を否定し勝手に服を捨てるような親（本人曰く「クソ親父」）がいるが、その父にもいつか自分のことを認めさせてやるとしており、非常にタフかつ孤独や孤立する事をも恐れない、自分の意志を貫く強さを併せ持つ。なぎさ曰く「心は立派に少年」。よくイライラすることから性格はおそらく短気であろう。
キャラクターコンテスト（人気投票）では第3位。
兵藤 なぎさ（）
声 - 小林沙苗
年齢：24歳。血液型：B型。身長：162cm。体重：49kg。特技：ビーチバレー。好きなこと・もの：海。
さつきの妹。メイド・ラテ関係者には、「さつきとよく似ている」かつ、さつきが色白なためか「まるでオセロみたい」と言われていた。
色黒のポニーテールでの男勝りな女性。海の家「BEACH HOUSE」の店長。毎年地元で行われているビーチバレー大会で優勝した経験がある。厳しい態度をとるものの、葵を甥としてとても可愛がってる様子。

### 雅ヶ丘学園関係者
五十嵐 虎（）
声 - 鈴村健一
年齢：16歳。クラス：II-S。後に学年が上がるが、上がってからのクラスは不明。誕生日：2月18日。血液型：O型。身長：180cm。体重：65kg。特技：社交辞令。好きなこと・もの：演技。
金持ちの子息が通う名門校・雅ヶ丘学園の生徒会長であり、五十嵐財閥の御曹司。小金井が起こしたトラブル経由で美咲を知り、彼女に興味を持つ。上っ面だけは温厚で礼儀正しく紳士的な人物を装っているが、本性は傲慢な俺様男。目的のためなら手段も選ばないところがある。本性を出すと言葉遣いも変わり、関西弁で話すようになる（実家が京都のため）。
美咲に対し好意を寄せているような素振りを見せた事もあるが、それは美咲と拓海の仲を壊すためのものであった（結果的に、二人の仲には何の影響も及ぼさなかった）。拓海の異父兄、ジェラルドと五十嵐財閥を結びつけるためにイギリスに発った碓氷を追いかける美咲を利用していたが、自分の本心に気づき、美咲に告白する。また碓氷の「死ぬほど悔しがる顔が見たい」という理由で、碓氷の目の前で美咲に不意打ちキスをしたことがある。婚約者、千代がいる。
真木 奏（）
声 - 前野智昭
年齢：16歳。クラス：II-A。誕生日：3月14日。血液型：A型。身長：178cm。体重：60kg。特技：指圧。好きなこと・もの：従属。
雅ヶ丘学園の生徒会副会長であり、外食産業の雄とも言われる一大グループ「真木ダイニング」の御曹司。虎のことを崇拝しており、部下として行動している。虎が美咲に興味を持つことを快く思っていない。
「メイド・ラテ」が入っているビルを買収して執事喫茶を出店しようとするが、思うところがあり迷う。その後、虎の助力により「メイド・ラテ」を買収せずに別の一等地に執事喫茶を出店した。
スケッチが得意で、虎をモデルに描きためた絵が多数ある様子。碓氷にも「絵の才能がおありですね。」と褒められていた。
小金井（）
声 - 岡林史泰
雅ヶ丘学園の生徒でチェスクラブの部長。星華高校の生徒を『ハエ』や『バカな貧乏人』呼ばわりして見下す、下らないプライドだけは高い男。星華の生徒二人と問題を起こして殴られ（本人の自業自得によるもの）、星華の生徒達が謝罪をしないことから学校全体の問題にしようとする。しかし真相を知った美咲に逆に謝罪を要求され、チェスで拓海と勝負する。チェスの全国大会で4位の成績らしいが拓海には敵わず惨敗。虎に泣きつくが鼻であしらわれる。
作者によると、小金井の最初の設定は「雅ヶ丘学園の生徒会長」だったらしい。
梅小路 斗夢（）
年齢：17才。クラス：II-A。血液型：B型。身長：163cm。体重：47kg。特技：アーケードゲーム（格ゲン）。好きなこと・もの：新作ゲームの徹底攻略。
梅小路華音の兄にあたる。

### 夢咲高校関係者
桜井 空我（）
声 - 野島健児
年齢：16歳。クラス：1-7。誕生日：10月30日。血液型：AB型。身長：168cm。体重：50kg。特技：バスケのドリブルが超はやい。好きなこと・もの：ライブ。
アマチュアバンド「白薔薇音奏委員会 U×ミシ（ユメミシ）」のボーカル担当。「くぅが」の名で通している。5巻初登場（以下三人も同様）。1年留年しているため、さくらや美咲とは同じ学年。身勝手で我儘な性格で女癖が悪い。個人的にファンと面会するときは『ただのファンサービス』と割り切っている。
黒髪ストレートの女子が好みらしく、さくらが自分に好意を持っていると知っていながら堂々と悪びれた様子もなく美咲に手を出そうとしたが、拓海の邪魔にあい失敗に終わる。最終的にはさくらと恋人同士になり、結婚する。
藪 煌真（）
声 - 興津和幸
年齢：17歳。クラス：2-1。血液型：A型。身長：167cm。体重：48kg。特技：金勘定。好きなこと・もの：広告作り。
アマチュアバンド「白薔薇音奏委員会 U×ミシ（ユメミシ）」のベース担当で「こぅ」の名で通している。性格はせこせことした苦労人で、女癖の悪い空我に手を焼いている。
小野 裕次郎（）
声 - 中西英樹
年齢：17歳。クラス：2-1。血液型：O型。身長：180cm。体重：59kg。特技：料理（特に肉じゃが）。好きなこと・もの：人間が好きだ!。
アマチュアバンド「白薔薇音奏委員会 U×ミシ（ゆめみし）」のドラム担当で「ウィリアム=アダム=ゆぅぢ」の名で通している。性格は不幸体質善人。
二階堂 匠生（）
声 - 小野友樹
年齢：16歳。クラス：1-8。血液型：B型。身長：173cm。体重：55kg。特技：3秒で寝る。好きなこと・もの：インスタントラーメン。
アマチュアバンド「白薔薇音奏委員会 U×ミシ（ゆめみし）」のギター担当で「しょぅ」の名で通している。性格は自由人。

### 鮎沢家
かなり老朽化の進んだ一戸建ての家に（父親を除いた）家族3人暮らし。
鮎沢 美奈子（）
声 - 川澄綾子
年齢：36歳。血液型：O型。身長：161cm、体重：49kg。特技：お花のお世話、好きなこと・もの：穏やかな日常。
美咲と紗奈の母。黒髪に痩身と、二人の娘にとてもよく似ており年齢を感じさせない若々しい容姿をしている。
美咲が中学生の時に夫が借金を残して蒸発してしまったため、やや病弱気味の体でありながら外で働いている。特に拘る節も見せない朗らかな性格の女性だが、若干抜けたところがある。ただし、美咲と拓海、二人の様子を見ただけで美咲の拓海に対する感情を感じ取るなど意外と勘は良く、おっとりしているが感受性は強い。
娘たちには、親の勝手な都合で迷惑と苦労をかけている事に対し申し訳なく思っているような描写がある。
鮎沢 紗奈（）
声 - 石原夏織
年齢：14歳。血液型：O型。身長：155cm、体重：42kg。特技：懸賞、好きなこと・もの：懸賞、チーズハンバーグくん。
美咲の妹。姉と同じく黒髪痩身。肩下ほどまである髪を耳下辺りで二つ結びにしている。美咲よりも落ち着いた印象の少女で、淡々とした口調で話す。極度の懸賞マニアで、中学校では自ら「懸賞部」を設立した。顧問の教諭に恩を売るために、懸賞で当たった賞品を贈るなど抜け目のないしたたかな一面もある。
第14巻では星華高校に入学することが明らかになる。理由ついては美咲同様、学費が安いかららしい（建前は家族は一緒にいたほうが良い、とするため）。
性格は掴みにくく、表情もあまり変えることはない大人びた少女ではあるが、根は割と素直。美咲と拓海の関係を応援している。美咲と違い他人の感情には敏感なようで、陽向と拓海の事で美咲に対し「つくづく罪な女ですなあ」と美奈子に漏らしていた。一見地味に見えるが、美咲と同様に着飾るととても可愛くなる。料理が得意で、また懸賞で大量に当たった果物を加工しパイにするなど、器用。
コミックでは深谷に好意を抱くシーンがあり、その後交際し結婚した。
鮎沢 咲也（）
美咲と紗奈の父。美咲に男嫌いのトラウマを植え付けた張本人。紗奈はいなくなった時まだ幼かったため、あまり覚えていなかったようである。
本職は寿司職人で、元々は夫婦で寿司屋を営んでいた。渾名は「サックン」。人情に溢れた友人思いの人物で友人達も店にもよく訪れていた。洋食もレシピがあれば一通り作れるが、和食については碓氷が唸る程の腕を持っている。
行方不明の真相は、友人の1人が知り合いの借金の肩代わりを払い切れずに海外に飛んでしまった際に自らの全財産で借金を完済し、その後友人を探し出して連れ戻すべく家族を置いて海外に向かったためであった。妻の美奈子は「娘2人に死ぬほど嫌われる覚悟があるなら好きにしてもいい」との約束で夫の行動を認めており、その後娘達の今後を思った彼女によって「麻雀で負け続けて借金まみれ」「ずっと寝てても構わない夢の国を探して放浪」といった父親像が鮎沢姉妹に植えつけられた。その後友人は日本にもう戻れないような遠い国で見つかったが、家族を得て幸せに生活していたため、全力で殴った後にそのまま置いて日本に帰国した。
メイド・ラテがキッチンスタッフの募集の貼紙をしようとした際に家族にどう謝ろうか悩んで何日も彷徨っていた咲也が通りがかり、そのまま店で雇われることとなる。店長のさつきには素性を話した上で雇ってもらったが、美咲が出勤した際には被り物をして隠れて働く。しかし間もなく偶然店に来た紗奈が父の作ったおむすびプレートを食べた際に父の味付けを覚えていたことから正体が露見した。
行方不明の真相を知らなかった美咲には凄まじい怒気と共に「今すぐここから消えてください」と言われたが、真相を知った後に行われた碓氷対咲也との料理勝負での他の家族達の味を褒めるコメントを聞き、美咲自身も碓氷との出会いで変われたこともあって「正社員はダメですがバイトなら」と店での勤務を認めた。しかし家に入れてもらうことは家族全員からまだ認めてもらえず、行っても不審者として警察に通報される寸前の扱いを受けている。

### 拓海の関係者
宮園 マリア（）
身長：149cm。
星華高校の新任教師。2-2副担任で担当教科は英語。拓海の縁戚。母親は昔、拓海の家庭教師をしていたことがあり、それにマリアも付いて行っていたため、拓海とは昔からの知り合いである。男性の婚約者はいるが、本人曰く「どちらかというと女が好き」とのこと(実際幼少の頃より、拓海の家に来ていた女性の家庭教師を次々と手籠にしていた)。
小柄な巨乳美女で老若問わず男性からの人気が高いが、本人は美咲に恋をしている。
ジェラルド・チェスター・コフ・ウォーカー
年齢：23歳。血液型：O型。身長：184.4cm。体重：69kg。特技：チェス。好きなこと・もの：林檎、煙草。
拓海の異父兄。ストレートの黒髪に痩せ型長身で非常に端正な顔立ちの青年。イギリスの名家であるウォーカー公爵家の一人娘で拓海の生みの母親であるパトリシアとその夫である男爵エドワードとの間に生まれた一人息子。身体が弱く、何度も倒れて入院した経験がある。イギリス在住。
顔立ちや風貌がどことなく拓海に似ており、特に纏う空気が、美咲曰く「一緒」。飄々とした気まぐれな言動、掴み所もなく他人を煙に巻くような態度、冷めた瞳も拓海とよく似ている。ただ料理の腕前については、お坊ちゃんであるためか包丁を持ったことも無く、拓海どころか美咲よりも酷い様子である。
商才があり、彼の手がけた事業は成功を収めていて生家のイメージアップにつながっている。一般民衆からの信頼も厚く人気が高い。
体が弱いこともあって拓海をウォーカー家に引き入れようと画策し、祖父に会うべくイギリスの実家に訪れた拓海を家に軟禁した。その後、頑として拓海を孫として認めない祖父のラチェスター公爵に見つからないように裏で色々手回しをし、祖父が拓海をウォーカー家の一員と認めざるを得ない状況を作り出そうとしたが、達成直前に祖父に露見してしまい思惑は失敗した。
セドリック・モリス
年齢：23歳。血液型：A型。身長：197.6cm。体重：86kg。特技：聴力。好きなこと・もの：釣り。
ジェラルドの従者。老け顔。代々ウォーカー家に仕える執事の家系に生まれ育ち、人間離れした身体能力を持つ。ジェラルドに対し家の決まりで絶対服従を誓っており、常軌を逸した異常な命令や行動も実行してしまうほどの危険な思想の持ち主（家の関係もあり、そのような考えに縛られている模様）。マリアの事は苦手な様子。
エドワード
ジェラルドの父親で、18歳時の爵位は男爵。若い頃の渾名は「エド」。ウォーカー家の一人娘であるパトリシアと結婚しジェラルドを儲けた。笑みを絶やさない温和な性格で、メイド達からは癒しの対象となっている。
ウォーカー家の次期当主であるが、何の取り柄も頼りがいも無い人物であると自他共に認めているため、周囲からはジェラルドこそ次期当主に相応しいと見られている。
パトリシア
ウォーカー家の一人娘でジェラルドと拓海の母親。故人。親しみやすく気品やオーラがある美女で、何事も自分でやってみないと気が済まない奔放で我儘な女性だったが、使用人を始めとする周囲の人気は高かった。拓海の実父であるウォーカー家の執事ユウと相思相愛の仲だったが、父親が選んだ婚約者エドワードと結婚することになり、立場を理解していた彼女も何も言わずにそれに従った。エドワードからは「トリシア」と呼ばれていた。
22歳の時にジェラルドを儲けて幸せな生活を送っていたが、数年後に自分の母親の死因となった病を発症して倒れる。治療のため入院することになったが、自身がもう長く生きられないことを悟っていた彼女はユウへの想いを断ち切れず、最後に彼との触れ合いを望む。その結果、入院して2週間後にユウとの子供を妊娠していることが判明したが、医者からは出産すれば母体に危険が大きすぎて子供も無事に生まれるかどうか分からないと宣告された。エドワードやジェラルドのことも愛していたが、それでもユウとの子供をその手に抱く事を望み病院から脱走、遠方の町で理解ある2人の使用人と共に生活を送る。やがて子供を出産し、その子に拓海と名付けたが、それから間もなくして亡くなった。
息子達からは「愛に飢えた破天荒な母親」と評されている。
ユウ（結海）・ヒロセ
ウォーカー家の執事だった人物で拓海の実父。彼の父の知り合いだったウォーカー家の執事ギルバートの紹介で同家のボーイとして雇ってもらった。そこで一人娘のパトリシアと出会い相思相愛の仲となるが、立場上、公に結ばれることはなかった。
拓海が生まれたことでパトリシアと不義の関係を結んだことが露見し、ウォーカー家を去らなければならなくなった。その後の消息は不明。ジェラルドによると「優秀な執事」だったとのことである。
ギルバート
ウォーカー家の長であるラチェスター公爵の執事で、セドリックの父。拓海の父ユウをウォーカー家に招き入れた人物。セドリックの容姿は父譲りでよく似ている。
ラチェスター公爵
拓海とジェラルドの祖父で、パトリシアの父。高齢と病気で体が弱っているため、普段は床に伏せっている。
娘と不義の関係を結んだユウを許さず、不義の孫である拓海のこともウォーカー家の一員とは認めず、亡き妻の親族のところに養子に出す。拓海が城に来ていることを知って姿を現した際も、彼の顔を見た直後に激怒しながら「(拓海の)顔を見る事は二度とない」と絶縁を叩きつけた。

### その他
幸村 るり（）
声 - 小倉唯
年齢：7歳。祥一郎の妹。小学1年生。お姫様に憧れる少女。お姫様ごっこが好き。夢は、お姫様になって運命の王子様を見つける事。兄の祥一郎が、王子様ぽっくないため「近所のお兄ちゃん」と呼んでいる。拓海に一目惚れし「拓海様」と呼ぶようになる。だが最終的には拓海にとってのお姫様は自分ではないと悟り、身を引いた。
荒嶽 剛毅（）
声 - 柿原徹也
青泉中学3年の男子生徒。白川と黒崎の後輩。「竜巻の白鬼」と呼ばれていた白川に憧れて、喧嘩に明け暮れ現在では白川と喧嘩でも負けを見ないほどまでになった。白川とは不良との喧嘩で追い詰められているところを助けられたことがきっかけで出会い憧れを抱くようになった。
番外編のみの登場人物にもかかわらず、キャラクターコンテスト（人気投票）では13位。

## 物語の舞台
星華高校
美咲たちが通う共学高校。数年前までは男子校だった上、風紀の乱れによる悪評から女子の入学者は少なく、現在でも生徒の割合は男子8割、女子2割（単行本第9巻の台詞から、女子は200人程度であることがわかる）である。そのため、男子生徒が好き勝手に振る舞い女子生徒は辛い立場に置かれていたが、美咲が生徒会長に就任してからは好転しつつある。
メイド・ラテ
美咲が働いているメイド喫茶。星華高校からは遠いので、美咲がこの店で働いていることを知る者は少ない（星華高校の関係者で知っているのは碓氷拓海、深谷陽向、3バカら、など）。時給850円（1か月の研修期間中は750円だが、美咲は特別に研修期間を1日にしてもらった）。客を楽しませるため、「メガネっ娘DAY」や「男装DAY」など様々な催し物を行なっている。ポイントを貯めてメイドとのゲーム（スピードなど）に勝利すれば、そのメイドとの記念撮影を楽しめるサービスもあるが、美咲は写真が学校関係者へ流れることを防ぐべく必要以上に本気を出すため、客からは「ラスボス」と呼ばれている。このサービスを利用できたのは拓海だけで、3バカらも挑戦しているが、敗北している。
雅ヶ丘学園
金持ちの子息が多数通う有名な高校。名前のとおり小高い丘の上にある。校内はとても広大で、部外者が歩くには地図が必要なほど。その校舎は必要以上に豪華で着飾った造りになっているが、生徒はそれを鼻にかけて他校の生徒を見下すなど問題があるため、わがままで子供っぽさを隠しきれない傲慢な人物が目立つ。

## 書誌情報
単行本
- 藤原ヒロ『会長はメイド様!』白泉社〈花とゆめコミックス〉
  1. 2006年9月5日発売 ISBN 978-4-592-18431-7[5]
  2. 2007年2月5日発売 ISBN 978-4-592-18432-4[6]
  3. 2007年8月4日発売 ISBN 978-4-592-18433-1[7]
  4. 2007年12月5日発売 ISBN 978-4-592-18434-8[8]
  5. 2008年5月2日発売 ISBN 978-4-592-18435-5[9]
  6. 2008年9月5日発売 ISBN 978-4-592-18686-1[10]
  7. 2009年4月3日発売 ISBN 978-4-592-18687-8[11]
  8. 2009年9月4日発売 ISBN 978-4-592-18688-5[12]
  9. 2010年4月5日発売 ISBN 978-4-592-18689-2[13]
  10. 2010年6月4日発売 ISBN 978-4-592-19180-3[14]
  11. 2010年8月5日発売 ISBN 978-4-592-19181-0[15]
  12. 2011年2月4日発売 ISBN 978-4-592-19182-7[16]
  13. 2011年8月5日発売 ISBN 978-4-592-19183-4[17]
  14. 2012年2月3日発売 ISBN 978-4-592-19184-1[18]
  15. 2012年7月10日発売 ISBN 978-4-592-19185-8[19]
  16. 2013年2月5日発売 ISBN 978-4-592-19186-5[20]
  17. 2013年8月5日発売 ISBN 978-4-592-19187-2[21]
  18. 2014年2月5日発売 ISBN 978-4-592-19188-9[22]

- 藤原ヒロ『会長はメイド様! マリアージュ』白泉社〈花とゆめコミックス〉
  - 2018年8月3日発売 ISBN 978-4-592-21110-5[23]
  - （ドラマCD付特装版）2018年8月3日発売 ISBN 978-4-592-10596-1[24]

ファンブック
- 『会長はメイド様! 公式ファンブック ご主人様も大満足』 2010年6月4日発売 ISBN 978-4-592-19836-9[25]

## CD

### ドラマCD
『LaLa』の付録
- 2007年4月号
- 2007年10月号
- 2008年5月号
- 2010年5月号 - テレビアニメ版の声優による単独の作品

応募者全員サービス
- 2008年2月号・3月号・『LaLaDX』2008年3月号
- 2010年7月号・8月号・『LaLaDX』2010年7月号

### 音楽CD
「会長はメイド様!」キャラクターコンセプトCDシリーズ
初回生産分封入特典は、キャラクター差し替えジャケット。
1. -School Side-（2010年5月26日、GNCA-1261）
  1. 「歌う!メイド様」Prologue
  2. ♪恋花
歌：花園さくら・加賀しず子
  3. 「歌う!メイド様」
  4. ♪Never Give Up!
歌：鮎沢美咲
  5. 「歌う!メイド様」Epilogue
  6. ♪ 恋花（INST）
  7. ♪ Never Give Up!（INST）
2. ─Maid Side─（2010年6月23日、GNCA-1262）
  1. 「戦う!メイド様」Prologue
  2. ♪Butterfly
歌：兵藤葵
  3. 「戦う!メイド様」
  4. ♪Be Myself
歌：鮎沢美咲
  5. 「戦う!メイド様」Epilogue
  6. ♪ Butterfly（INST）
  7. ♪ Be Myself（INST）
3. -Maid Side2-（2010年7月22日、GNCA-1263）
  1. 「妄想る!メイド様」Prologue
  2. ♪My Sweet Home
歌：さつき
  3. 「妄想る!メイド様」
  4. ♪しゃ・ぼん・だ・ま
歌：ほのか
  5. 「妄想る!メイド様」Epilogue
  6. ♪ My Sweet Home（INST）
  7. ♪ しゃ・ぼん・だ・ま（INST）
  8. 「妄想る!メイド様」Extra Epilogue
4. -Another Side-（2010年6月9日、GNCA-1264）
  1. ♪Don't Cry VACA
歌：3バカトリオブラザーズ
  2. 「潜入!深夜のメイド・ラテ!」
  3. ♪Promise
歌：碓氷拓海
  4. 「潜入!深夜のメイド・ラテ!」Epilogue
  5. ♪Don't Cry VACA（INST）
  6. ♪Promise（INST）
5. -Another Side2-（2010年8月25日、GNCA-1265）
  1. 『オトコだらけの執事カラオケ』Prologue
  2. ♪全力行進曲
歌：幸村祥一郎
  3. 「オトコだらけの執事カラオケ」
  4. ♪チェリー
歌：深谷陽向
  5. 「オトコだらけの執事カラオケ」Epilogue
  6. ♪全力行進曲（INST）
  7. ♪チェリー（INST）

アルバム
- 「会長はメイド様!」Maid Latte Songs!（2010年8月25日、GNCA-1266）
アーティスト：美咲・さつき・ほのか・すばる・エリカ starring 藤村歩・豊崎愛生・阿澄佳奈・植田佳奈・伊瀬茉莉也
  1. Shining Days
歌：鮎沢美咲
  2. Very Merry-Go-Round
歌：ほのか
  3. Ring a Bell
歌：すばる
  4. Groovin'
歌：エリカ
  5. HANA-UTA
歌：さつき
  6. Magic of Love
歌：美咲・さつき・ほのか・すばる・エリカ
- 「会長はメイド様!」U×ミシ〜ナツコイ☆物語〜（2010年9月23日、GNCA-1267）
（全曲）歌：くぅが（from U×ミシ）
  1. プロローグ
  2. ♪ナツコイ☆物語
  3. MC1
  4. ♪ガール
  5. MC2
  6. ♪ユメノハナ
  7. MC3
  8. ♪茜
  9. エピローグ
- 「会長はメイド様!」オリジナル・サウンドトラック（2010年6月23日、GNCA-1268）
劇中で使用されたBGM34曲、オープニングテーマ「My Secret」とエンディングテーマ「予感」のテレビサイズを収録。
- 「会長はメイド様!」オリジナル・サウンドトラック２（2010年9月23日、GNCA-1269）
劇中で使用されたBGM30曲、新エンディングテーマ「∞ループ」のテレビサイズを収録。

## テレビアニメ
TBSアニメフェスタ2009にてテレビアニメ化が発表され、2010年4月から9月まで、TBSテレビ・毎日放送・中部日本放送・BS-TBSにて放送された。全26話。
担当声優はドラマCD版とは全員異なっているが、ドラマCD版で鮎沢美咲役を担当した小林沙苗が兵藤なぎさ役、更科郁斗役を担当した柿原徹也が荒嶽剛毅役でそれぞれ出演している。アイキャッチをAB両パートとも第21話より変更するほか、第9話ではAパートのアイキャッチに台詞が挿入され、Bパートのアイキャッチのみが変更された。
原作ではあまり登場しない登場人物達の出番が大幅に増えているのが特徴。また、原作にはない独自設定も存在する。

### スタッフ
- 原作 - 藤原ヒロ（白泉社「月刊LaLa」連載）
- 監督 - 桜井弘明
- シリーズ構成 - 池田眞美子
- キャラクターデザイン - 井本由紀
- プロップデザイン - 原修一
- 美術監督 - 小林七郎
- 色彩設計 - 石田美由紀
- 撮影監督 - 黒澤豊
- 編集 - 後藤正浩
- 音響監督 - 本山哲
- 音楽 - 前口渉
- プロデューサー - 松田章男、山口泰広、市川育秀、藤田朋洋、松倉友二
- アニメーション制作 - J.C.STAFF
- 製作協力 - ジェネオン・ユニバーサル・エンターテイメント、白泉社、ムービック、J.C.STAFF
- 製作 - メイド様!プロジェクト、TBS

### 主題歌
オープニングテーマ「My Secret」
作詞 - 春和文 / 作曲 - 山元祐介 / 編曲 - 前口渉 / 歌 - 水野佐彩

エンディングテーマ
「予感」（第1話〜第15話）
作詞 - 義彦、ナオ / 作曲 - ナオ / 編曲・歌 - heidi.
「∞ループ」（第16話〜第27話）
作詞・作曲 - ナオ / 編曲・歌 - heidi.

挿入歌
「ナツコイ☆物語」（第10話、第26話）
作詞 - パブ / 作曲 - ライオン / 歌 - U×ミシ starring 野島健児
「ユメノハナ」（第26話）
作詞 - パブ / 作曲 - きゃっちーさん / 編曲 - モノノケ / 歌 - U×ミシ starring 野島健児
「茜」（第26話）
作詞・作曲 - ライオン / 編曲 - モノノケ / 歌 - U×ミシ starring 野島健児

### 各話リスト
| 話数            | サブタイトル                  | 脚本                        | 絵コンテ     | 演出         | 作画監督                              | 総作画監督          | 原作収録話                      |
| --------------- | ----------------------------- | --------------------------- | ------------ | ------------ | ------------------------------------- | ------------------- | ------------------------------- |
| 第1話           | 美咲（ミサ）ちゃんはメイド様! | 池田眞美子                  | 桜井弘明     | 池端隆史     | 原修一                                | 井本由紀            | 1巻：1話                        |
| 第2話           | 学園祭でもメイド様            | 池田眞美子                  | 山川吉樹     | 徳本善信     | 平川亜喜雄、李玉榮                    | 音地正行            | 1巻：2話                        |
| 第3話           | 美咲は何色? 天然色?           | 横谷昌宏                    | 高田耕一     | 高島大輔     | 宮川智恵子                            | 井本由紀            | 3巻：11・12話                   |
| 第4話           | ネットアイドルAOIちゃん       | 吉田玲子                    | 森脇真琴     | 湖山禎崇     | 滝本祥子                              | 音地正行            | 3巻：13話、2巻：6話 6巻：番外編 |
| 第5話           | 初めてのお留守番              | あみやまさはる              | 池端隆史     | 神保昌登     | 清丸悟                                | 井本由紀            | 1巻：3話                        |
| 第6話           | 男・鮎沢塾!                   | 吉田玲子                    | 増田敏彦     | 星野真       | 中島美子                              | 音地正行            | 1巻：4話                        |
| 第7話           | 雅ヶ丘学園生徒会長登場        | 池田眞美子                  | 三浦辰夫     | 則座誠       | 佐藤敏明、たないあやこ                | 井本由紀 野村芙沙子 | 2巻：5〜7話                     |
| 第8話           | 美咲、雅ヶ丘学園へ            | 池田眞美子                  | 福田道生     | 綿田慎也     | 赤尾良太郎、石田啓一 のりみそのみ     | 音地正行            | 2巻：8話                        |
| 第9話           | 桃太郎までもメイド様          | 横谷昌宏                    | 高田耕一     | 徳本善信     | 平川亜喜雄、李珠榮                    | 井本由紀            | 4巻：番外編                     |
| 第10話          | さくらの恋はインディーズ      | あみやまさはる              | 中津環       | 中津環       | 宮川智恵子                            | 音地正行 原修一     | 5巻：20話                       |
| 第11話          | 碓氷拓海の秘密に迫る!         | 池田眞美子                  | 桜井弘明     | 高島大輔     | 滝本祥子                              | 井本由紀            | アニメオリジナル、8巻：35話     |
| 第12話          | 体育祭でもメイド様            | 吉田玲子                    | 馬引圭       | 馬引圭       | 冨永詠二、柳伸亮                      | 音地正行 原修一     | 2巻：9話、3巻：10話             |
| 第13話          | バカと不良とヒーローと        | 横谷昌宏                    | 佐々木奈奈子 | 佐々木奈奈子 | 野村芙沙子、たないあやこ              | 井本由紀            | 8巻：番外編                     |
| 第14話          | 1年7組 叶爽太郎               | 横谷昌宏                    | 高田耕一     | 星野真       | 可児里未、中島美子                    | 音地正行 原修一     | 3巻：14・15話、4巻：16話        |
| 第15話          | 学校見学会で眼鏡うさぎ        | 横谷昌宏                    | 高田耕一     | 神保昌登     | 加藤万由子、木下裕孝 冨永詠二         | 井本由紀            | 4巻：16話・17話                 |
| 第16話          | 海の家でもメイドラテ          | 吉田玲子                    | 湖山禎崇     | 湖山禎崇     | 赤尾良太郎                            | 原修一              | 4巻：18話                       |
| 第17話          | 碓氷、敵に回る                | あみやまさはる              | 福田道生     | 徳本善信     | 平川亜喜雄、李珠榮                    | 井本由紀            | 4巻：19話                       |
| 第18話          | メイド様でもフットマン        | 吉田玲子                    | 岡本英樹     | 則座誠       | 宮川智恵子                            | 原修一              | 5巻：21・22話                   |
| 第19話          | ペア組み直しでフットマン      | 池田眞美子                  | 高田耕一     | 綿田慎也     | 野村芙沙子、冨永詠二 赤尾良太郎       | 井本由紀            | 5巻：22〜24話                   |
| 第20話          | 副会長は王子様!?              | あみやまさはる              | 桜井弘明     | 高島大輔     | たないあやこ、滝本祥子                | 原修一              | 6巻：番外編                     |
| 第20話          | AOIとユカイな仲間たち         | あみやまさはる              | 桜井弘明     | 高島大輔     | たないあやこ、滝本祥子                | 原修一              | 7巻：番外編                     |
| 第21話          | 碓氷のライバル? 深谷陽向      | 池田眞美子                  | 大久保政雄   | 神保昌登     | 村司晃英、佐藤敏明                    | 井本由紀            | 6巻：25・26話                   |
| 第22話          | 林間学校オニごっこ            | 横谷昌宏                    | 福田道生     | 中村近世     | 桂木杏、柳瀬譲治                      | 原修一              | 6巻：27・28話                   |
| 第23話          | スイーツ大盛りメイドラテ      | あみやまさはる              | 馬引圭       | 馬引圭       | 李珠榮、内原茂 北原サトシ、平川亜喜雄 | 井本由紀            | 7巻：29・30話                   |
| 第24話          | ラテ・マジックでメロメロリン♥ | 横谷昌宏                    | 山川吉樹     | 徳本善信     | 宮川智恵子                            | 原修一              | 8巻：33・35話                   |
| 第25話          | 陽向と美咲と碓氷くん          | 池田眞美子                  | 桜井弘明     | 佐々木奈奈子 | 野村芙沙子                            | 井本由紀            | 8巻:34話+7巻：31話              |
| 第26話          | ずるすぎるよ鮎沢、碓氷のアホ! | 池田眞美子                  | 桜井弘明     | 桜井弘明     | 原修一                                | 井本由紀            | 7巻:31・32話                    |
| 第27話 (特別編) | おまけだよ                    | 藤原ヒロ （ストーリー原案） | 桜井弘明     | 桜井弘明     | 井本由紀                              | -                   | -                               |

第27話はDVD/Blu-ray第10巻収録の未放送話。

### 放送局
| 放送地域   | 放送局       | 放送期間                 | 放送日時           | 放送系列 | 備考                    |
| ---------- | ------------ | ------------------------ | ------------------ | -------- | ----------------------- |
| 関東広域圏 | TBSテレビ    | 2010年4月1日 - 9月23日   | 木曜 25:55 - 26:25 | TBS系列  | 製作局                  |
| 近畿広域圏 | 毎日放送     | 2010年4月10日 - 9月25日  | 土曜 26:58 - 27:28 | TBS系列  | 『アニメシャワー』第3部 |
| 中京広域圏 | 中部日本放送 | 2010年4月21日 - 10月6日  | 水曜 26:30 - 27:00 | TBS系列  |                         |
| 日本全域   | BS-TBS       | 2010年4月24日 - 10月16日 | 土曜 25:00 - 25:30 | BS放送   |                         |

日本国外での放送
| 国   | 放送局           | 放送期間               | 放送日時                                 |
| ---- | ---------------- | ---------------------- | ---------------------------------------- |
| 台湾 | アニマックス台湾 | 2010年4月4日 - 9月26日 | 日曜 20:30 - 21:00 / 25:30 - 26:00 (CST) |
| 香港 | アニマックス香港 | 2010年4月4日 - 9月26日 | 日曜 21:30 - 22:00 (CST)                 |
| 香港 | J2               | 2011年6月24日 -        | 金曜 22:00 - 22:30 (CST)                 |

## ラジオ
『会長はラジオ様!』は、2010年4月2日から毎週金曜日19時頃に、ロンドローブで配信されたラジオ番組である。また、第1回は「東京国際アニメフェア」での公開録音。
パーソナリティは、藤村歩と椎橋和義。